# 야펜쥐
야펜쥐(Rattus jobiensis)는 시궁쥐속에 속하는 설치류의 일종이다. 인도네시아 서파푸아의 야펜섬과 비악섬, 수피오리 섬, 오이 제도에서만 발견된다.

## 특징
꼬리 길이 168~212mm를 제외한 몸길이가 215~260mm인 대형 설치류로 발 길이는 43.7~47.7mm, 귀 길이는 22.3~23.3mm이다. 몸무게는 최대 500g이다.

## 분포 및 서식지
뉴기니섬 북서부 츤드라와시만의 야펜섬과 비악섬, 수피오리 섬, 오이 제도의 토착종이다. 해수면과 해발 600m 사이의 농경지와 마을, 숲 가장 자리를 따라 열대 습윤 숲에서 서식한다.